# Ashmont (Nueva Gales del Sur)
Ashmont, conocido originalmente como "J. J. Salmon's Estate" es un suburbio al suroeste de Wagga Wagga, Nueva Gales del Sur, Australia. El suburbio lleva el nombre de la granja original de la familia Salmon que estaba ubicada donde ahora se encuentra el suburbio.
Ashmont se urbanizó por primera vez a finales de la década de 1950, y durante la década de 1970 la entonces Comisión Estatal de Vivienda (ahora conocida como Vivienda NSW) desarrolló grandes áreas. En 2019, el 21% de las viviendas en Ashmont son propiedad de una autoridad de vivienda federal o estatal. El suburbio tiene una alta tasa de desventaja social y criminalidad, con tasas de criminalidad significativamente más altas en comparación con los promedios estatales.
Un pequeño centro comercial, la región de Murrumbidgee del Servicio de Emergencia del Estado de Nueva Gales del Sur y la sede de la zona Riverina del Servicio de Bomberos Rurales de Nueva Gales del Sur se encuentran dentro del suburbio.
El Monasterio Carmelita, una comunidad de monjas contemplativas monásticas, está situado en Morsehead Street.

## Demografía
Según el censo de 2016, la edad promedio en Ashmont es 33 años, más joven que el promedio nacional de 38 años. Los aborígenes y/o isleños del Estrecho de Torres constituyen el 18,0% de la población, cifra significativamente superior al promedio nacional del 2,8%.
El 85,1% de los residentes nacieron en Australia, cifra sustancialmente superior al promedio nacional del 66,7%. Las respuestas más comunes sobre religión fueron católicas 28,4%, sin religión 24,5%, anglicana 21,8% y presbiteriana y reformada 4,4%. El 9,7% de los encuestados no respondió la pregunta. El cristianismo fue el grupo religioso más grande reportado en general, con un 71,1% (excluyendo las respuestas no declaradas).
El 12,8% de los residentes declararon estar desempleados, casi el doble del promedio nacional. Los ingresos medios en el suburbio eran notablemente más bajos que el promedio. El ingreso personal semanal medio reportado fue de $505, en comparación con $662 a nivel nacional. El ingreso familiar semanal medio fue de $876, en comparación con $1,438 a nivel nacional. En el caso de las familias con hijos, el 27,3% ninguno de los padres trabajaba.